# 554 Peraga
554 Peraga è un asteroide della fascia principale del diametro medio di circa 95,87 km. Scoperto nel 1905, presenta un'orbita caratterizzata da un semiasse maggiore pari a 2,3744478 UA e da un'eccentricità di 0,1543294, inclinata di 2,93926° rispetto all'eclittica.
Peraga è una frazione del comune di Vigonza in provincia di Padova, dove risiedevano alcuni parenti dell'astronomo che calcolò l'orbita di questo asteroide.